# Lepadella vandenbrandei
Lepadella vandenbrandei är en hjuldjursart som beskrevs av Gillard 1952. Lepadella vandenbrandei ingår i släktet Lepadella och familjen Lepadellidae. Inga underarter finns listade i Catalogue of Life.